# Minská (Brno)
Minská je ulice v Brně, v městské části Žabovřesky. Na křižovatce s ulicemi Tábor a Mučednická navazuje na ulici Veveří, která odvádí dopravu z historického centra severozápadním směrem, a pokračuje na Burianově náměstí, kde na ni dále navazuje ulice Horova vedoucí k historickému centru Žabovřesk. Po krátkém rovném úseku se od křižovatky s ulicí Chládkova poměrně prudce svažuje a k Burianovu náměstí překonává převýšení asi 50 metrů.

## Historie
Ulice vznikla v trase staré cesty spojující Brno přes Žabovřesky, Komín a Bystrc s hradem Veveří. Krátce po polovině 19. století navázala nová zástavba ve spodní části ulice na osadu Vinohrádky (součást Žabovřesk) a vystoupala kopcem nahoru k někdejší katastrální hranici mezi Brnem a Žabovřeskami (dnešní ulice Tábor a Mučednická). Právě v tomto místě, v okolí ulice Tábor, vyrostly domy výraznějšího městského charakteru.
Jméno získala ulice roku 1907, od té doby se nazývala Palackého (německy Palackýstrasse). Roku 1936 byla přejmenována na Rumunskou (Rumänische Strasse), po druhé světové válce nesla krátce od roku 1946 název Montgomeryho (podle maršála Montgomeryho). Současné jméno získala roku 1948.

## Doprava
Kromě významného automobilového provozu vede ulicí od roku 1927 tramvajová trať z centra města směrem k vozovně Komín a dále do Bystrce (linky 3 a 11). V horní části Minské, u křižovatky s ulicí Tábor, se nalézá tramvajová zastávka Tábor pro směr do centra města (zastávka v opačném směru je za křižovatkou, na začátku ulice Veveří). V místě křižovatky s ulicí Králova se nachází stejnojmenná jednosměrná zastávka, která je kvůli svažitosti obsluhována pouze ve směru k Burianovu náměstí.

## Významné stavby

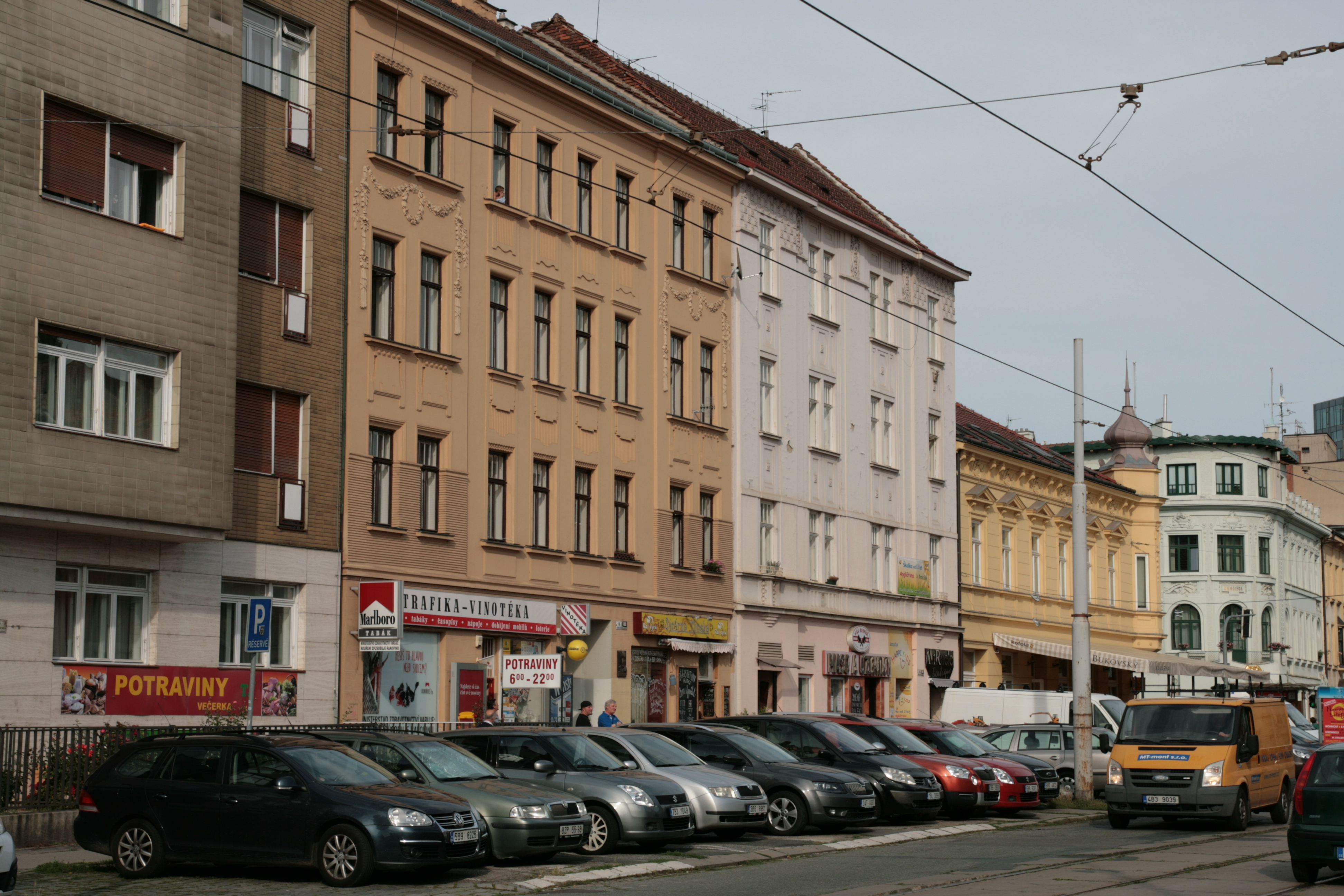
Trojice památkově chráněných domů Minská 6, 4 a 2 (zleva)

V horní části ulice se nachází mimo jiné kino Lucerna a vedle klub Mersey. Téměř před ním, u zastávky MHD Tábor, při krajnici silnice stojí křížový pamětní kámen, který je od 1. září 2000 kulturní památkou. Zpamátněna jsou také dekorativní průčelí sousedících činžovních domů č. 4 a 6, stejně jako dvou nárožních domů Minská 2 / Tábor 1 (dříve Restaurace U Kiršů, dnes Cukrářství Bukovský) a Minská 20 / Chládkova 2 (Restaurace U Primů). Všechny jsou součástí jednoho bloku domů v horní části ulice.